# Flavio Chigi (1711-1771)
Pour les articles homonymes, voir Chigi et Flavio Chigi.
Flavio Chigi, iuniore, né le 8 septembre 1711 à Rome, capitale des États pontificaux, et mort dans la même ville le 12 juillet 1771, est un cardinal italien du XVIIIe siècle. Il est un parent du pape Alexandre VII.

## Biographie
Flavio Chigi est le troisième fils de Augusto Chigi, prince de Farnèse et de la princesse Maria Eleonora Rospigliosi. Il exerce diverses fonctions au sein de la Curie romaine, notamment comme auditeur général de la Chambre apostolique à partir de 1743.
Le pape Benoît XIV le crée cardinal-prêtre lors du consistoire du 26 novembre 1753. Il est préfet de la Congrégation des rites. Il participe au conclave de 1758, lors duquel Clément XIII est élu pape et à celui de 1769 (élection de Clément XIV).
Les autres cardinaux de la famille Chigi sont Flavio Chigi (1667), Sigismondo Chigi (1667) et Flavio Chigi (1873).

### Sources
- Fiche du cardinal Flavio Chigi sur le site fiu.edu